# Costituzione della Giordania
La Costituzione del Regno Hascemita di Giordania è stata adottata l'11 gennaio 1952 ed è stata modificata più volte. Definisce il governo monarchico ereditario con un sistema di rappresentanza parlamentare. Stabilisce i poteri separati dello Stato (esecutivo, legislativo e giudiziario), i diritti e i doveri dei cittadini, gli affari finanziari e altre norme costituzionali.

## Sfondo
Una Legge Organica fu promulgata nell'aprile 1928 per essere utilizzata sotto il mandato britannico. Dopo che la Giordania ottenne la piena indipendenza nel maggio 1946, a seguito dell'abolizione del mandato britannico, fu formulata una nuova costituzione, pubblicata nella Gazzetta ufficiale il 1º febbraio 1947 e adottata dal Consiglio legislativo il 28 novembre 1947. Pochi anni dopo, la Costituzione fu liberalizzata dal re Talal e ratificata il 1º gennaio 1952. È generalmente considerata liberale, anche se possono sorgere critiche nei confronti degli ampi poteri conferiti al monarca.

## Modifiche
La costituzione giordana ha subito una serie di emendamenti, come nel 2011 e nel 2016.